# ジェームズ・ウィルソン・モーリス
ジェームズ・ウィルソン・モーリス（James Wilson Morrice、1865年8月10日 - 1924年1月23日）は、カナダの画家である。フランスで活動し、おもに印象派のスタイルの風景画を描いた。

## 略歴
モントリオールの裕福な商人の家に生まれた。1882年から1889年の間、トロント大学で法律を学ぶが、画家を目指し1890年にヨーロッパに渡り、短期間ロンドンに滞在した後、パリに移り、私立の美術学校、アカデミー・ジュリアンに入学した。パリでチャールズ・コンダー(1868-1909)やモーリス・プレンダーガスト(1858-1924)、ロバート・ヘンライ(1865-1929)といった英語圏からパリに留学してきた画家たちと知り合い、友人になった。
第一次世界大戦が始まるまで、フランスで活動し、1905年にパリのサロン・ドートンヌに作品を出展した。冬は、しばしばカナダに戻り1907年にモントリオールの美術家協会である、カナダ美術家協会(Société des artistes canadiens)の会員になった。パリに滞在するサマセット・モームやアーノルド・ベネット、クライヴ・ベルといった文学者たちとも交流した。アメリカ、ロシア、ヴェネツィアやスペインのジブラルタル、北アフリカも旅し、1911年から1912年にはアンリ・マティスとモロッコのタンジェに滞在した。
1913年にカナダ王立美術アカデミー(the Royal Canadian Academy of Arts )の名誉会員に選ばれた。
第一次世界大戦の勃発すると、モントリオールに戻り、その後キューバやジャマイカを旅した。このころから アルコール中毒の傾向を示した。戦争中はカナダ軍の戦争画家として働いた。戦争後の1922年にもアルベール・マルケとアルジェリアを描いた。
その後、健康状態は急速に悪化し、1925年に58歳でチュニジアのチュニスで亡くなった。

## 作品

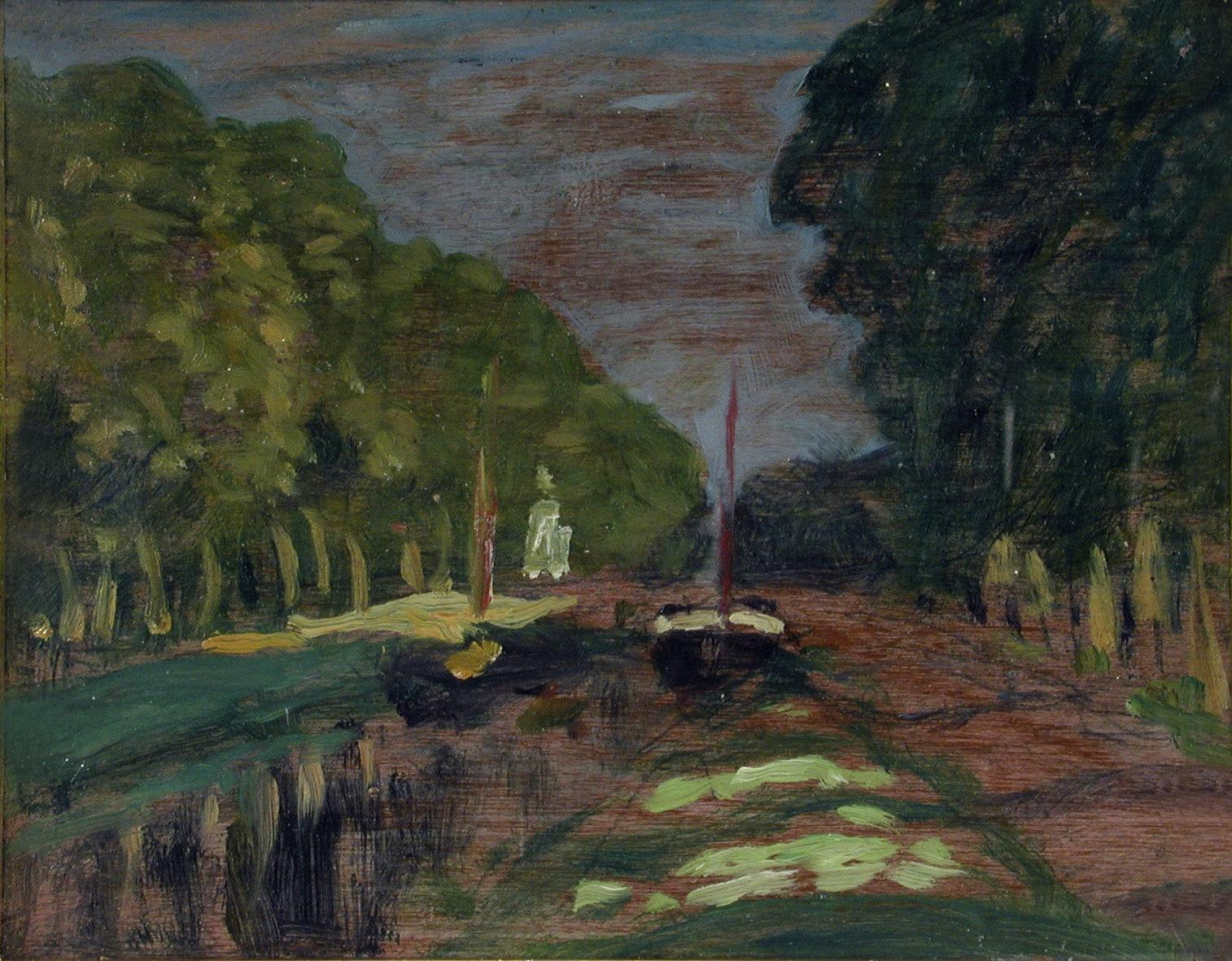
パリの運河、 (1900) モントリオール現代美術館蔵
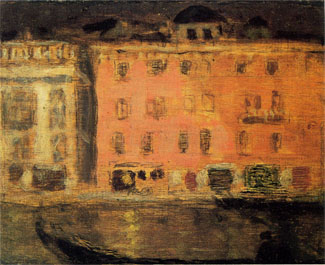
ヴェネツィア、(c.1900)
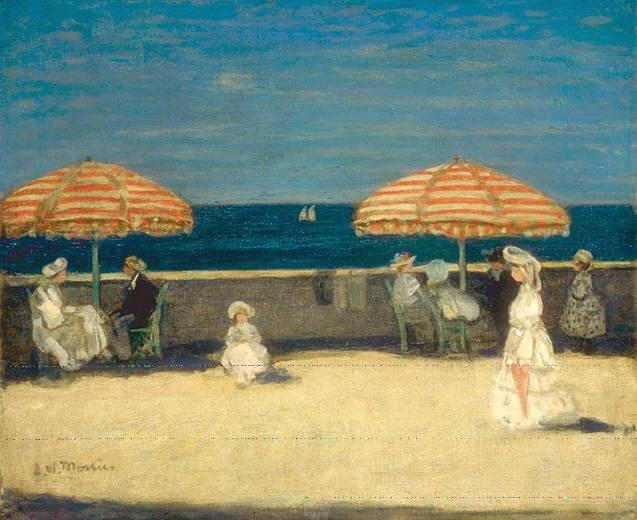
ディエップ、(1906)
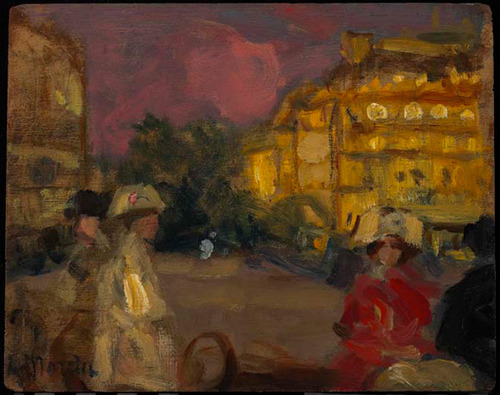
Street Scene Pink Sky Paris (c.1908) アートギャラリー・オブ・オンタリオ蔵
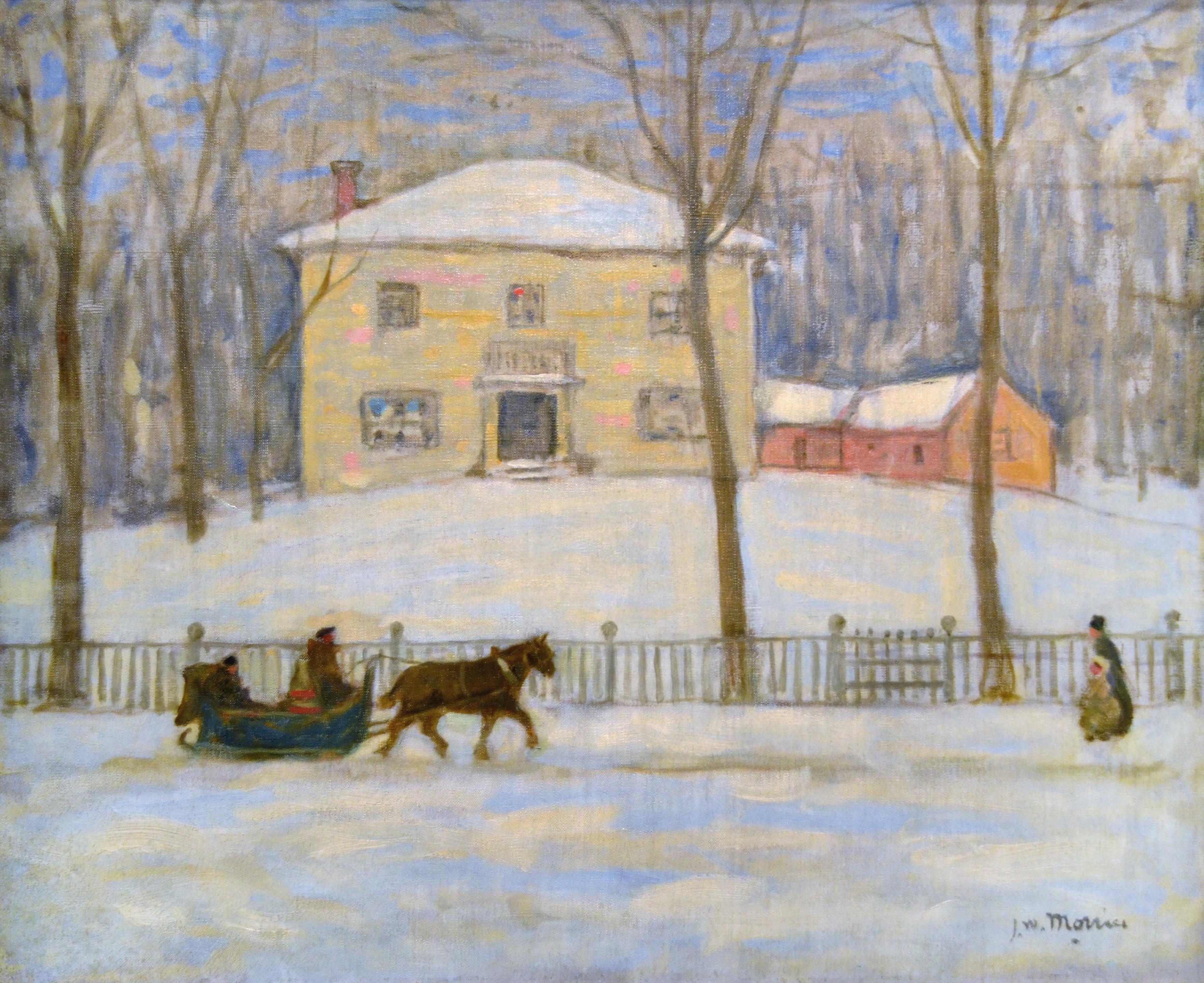
Old Holton House, Montreal(1908/1909) モントリオール美術館蔵
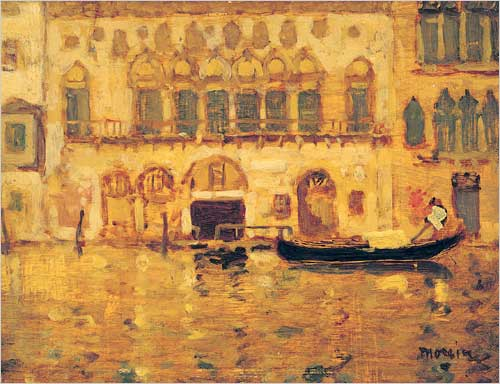
ヴェネツィア (c.1910)
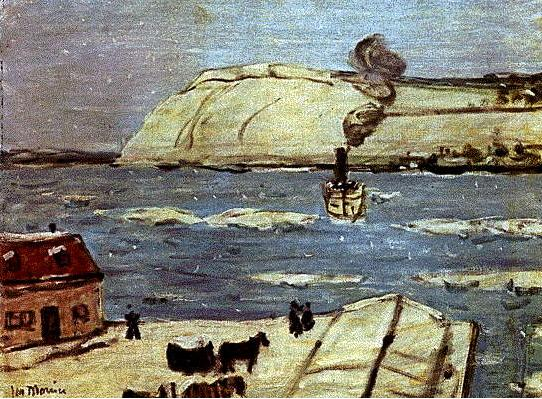
'ケベックの渡し船 (c.1910)
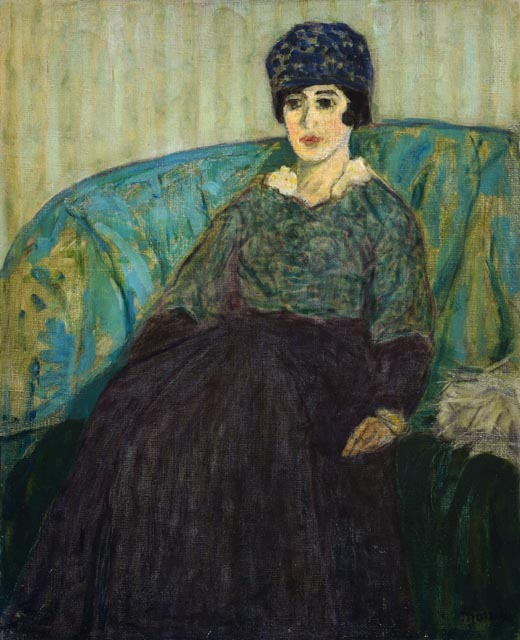
Blanche Baume (1911/1912) カナダ国立美術館蔵